# Капраль Михайло Іванович
Михайло Іванович Капраль (угор. Káprály Mihály; нар. 1957, село Новини, Млинівський район, Рівненська область) — угорський лінгвіст-славіст українського походження. Займається вивченням закарпатських діалектів.
Народився на Волині в сім'ї переселенців із Словаччини. Отримав середню освіту в Ужгороді. Вчився на філологічному факультеті Ужгородського університету (1980-83), закінчив навчання на факультеті журналістики Ленінградського університету (1983-86). З 1986 року викладав на кафедрі російської мови Ужгородського національного університету. З 1983 по 1998 роки активно співробітничав з теле- и радіоредакціями Ужгорода (перший редактор радіопередач словацькою мовою в Україні), Ленінграда, Києва.
З 1997 р. працює в Угорщині. Кандидат філологічних наук (1997 р., Київський університет імені Тараса Шевченка), доцент (2003), професор (2006—2013) кафедри української та русинської філології Ньїредьгазької вищої школи. Директор Русинського науково-дослідного інституту імені Антонія Годинки (2014-). Автор численних публікацій в галузі словотвору східнослов'янських мов, становлення русинської літературної мови (її територіальних варіантів), русинської періодики, бібліографії та діалектології.